# Agelasta sikkimensis
Agelasta sikkimensis är en skalbaggsart som beskrevs av Stefan von Breuning 1963. Agelasta sikkimensis ingår i släktet Agelasta och familjen långhorningar. Inga underarter finns listade i Catalogue of Life.